# Enhydra
Enhydra és un gènere de mamífers carnívors de la família dels mustèlids. Conté una espècie vivent, la llúdria marina (E. lutris), i dues d'extintes, E. macrodonta i E. reevei. El llinatge sorgí a les Illes Britàniques a principis del Plistocè i s'estengué al Pacífic nord, que actualment forma la totalitat de la seva distribució. Les espècies d'aquest gènere es diferencien dels altres mustèlids per les seves dents permanents post-canines, que presenten cúspides baixes sense crestes afilades.